# Oficina federal de Meteorología y Climatología
La Oficina federal de Meteorología y Climatología de Suiza, abreviadamente MeteoSchweiz en alemán, MétéoSuisse en francés y MeteoSvizzera en italiano, es una oficina de la Administración Federal de Suiza. Emplea a 290 personas en lugares de Zúrich, el aeropuerto de Zúrich, Ginebra, Locarno y Payerne.
Originalmente establecido como un Instituto meteorológico central (MZA), para el año 1863 operaba 88 estaciones meteorológicas. Su nombre lo cambiaron en 1979 a Instituto meteorológico de Suiza (SMA). Desde 1996, ha estado operando como MeteoSwiss. Desde 2006, su nombre oficial es "Oficina federal de Meteorología y Climatología".
Meteo Swiss observa el tiempo todo el día, creando pronósticos meteorológicos y alertando a las autoridades y a la población cuando están previstos fuertes vientos, lluvias intensas, tormentas u olas de calor. Además, proporciona servicios meteorológicos para la aviación civil, militar y privada.
Meteo Swiss lleva a cabo un programa de investigación y desarrollo para comprender el tiempo y el clima en los Alpes. También oficialmente representa a Suiza en la Organización Meteorológica Mundial en Ginebra.